# Mette Davidsen-Nielsen
Mette Davidsen-Nielsen (født 10. maj 1965 på Frederiksberg) er en dansk journalist, der fra 2010 til 2016 var administrerende direktør for Dagbladet Information, Informations Forlag og iBureauet. I december 2016 tiltrådte hun som Politikens kulturredaktør. Mette Davidsen-Nielsen er datter af professor Niels Davidsen-Nielsen og forfatter og psykoterapeut Marianne Davidsen-Nielsen. Hun blev uddannet cand.comm. fra Roskilde Universitetscenter i 1993 og blev derefter ansat i DR, hvor hun var med til at starte DR2. Først som programredaktør med ansvar for kultur, satire, tema og dokumentar (1997-2003), siden som kanalchef i et utraditionelt parløb med Gitte Rabøl (2003 – 2007). DR2 udviklede sig i perioden fra "den hemmelige kanal" til Danmarks stærkeste mediebrand.[kilde mangler]
Hun forlod DR i 2007, hvor hun blev tildelt Det Journalistiske Fellowship ved Center for Journalistik, Syddansk Universitet. Her var hun initiativtager til Journalistløftet, der handler om journalistisk etik og om først og fremmest at være forpligtet overfor offentligheden. Mellem DR og Information var hun endvidere projektchef for den første Copenhagen Design Week (2009).Fra 2009 til 2012 var hun formand for bestyrelsen for Danish Crafts under Kulturministeriet. Mette Davidsen-Nielsen sidder i bestyrelsen for Aalborg Universitet, Golden Days, Trap Danmark, Den Danske Presses Fællesindkøb og Dagspressens Fond og er medlem af Public Service Udvalget nedsat af kulturministeren. Hun er censor på Journalistik og Kommunikation på RUC. Tidligere har hun siddet i bestyrelsen for Aarhus Festuge, været medlem af optagelsesudvalget på Filmskolens tv-linje, styregruppen for New Danish Screen og Danidas Oplysningsudvalg.